# Костромин, Константин Александрович
Константи́н Алекса́ндрович Костроми́н (род. 2 декабря 1980, Ленинград) — священнослужитель Русской православной церкви, протоиерей, церковный историк. Кандидат богословия (2006), кандидат исторических наук (2011).

## Биография
В 1998 закончил НОУ «Немецкая гимназия Петершуле».
В 1998—2003 учился в Санкт-Петербургской духовной семинарии. В 2003—2006 учился в Санкт-Петербургской духовной академии. В 1998—1999 — преподаватель воскресной школы при Санкт-Петербургской православной духовной академии и семинарии. С 2000 года — преподаватель, с 2004 года — директор воскресной школы при Свято-Исидоровской церкви.
1 сентября 2004 года архиепископом Тихвинским Константином (Горяновым) рукоположён во диакона для Свято-Исидоровской церкви города Санкт-Петербурга. 9 июля 2005 года митрополитом Санкт-Петербургским и Ладожским Владимиром (Котляровым) рукоположён во пресвитера.
С 2004 по 2016 год — преподаватель истории и обществоведения в Музыкальном Лицее Комитета по культуре Санкт-Петербурга.
В 2006 году защитил диссертацию на соискание учёной степени кандидата богословия на тему: «Состояние Византийской империи в первой половине XV в. и судьба византийского наследия после падения Константинополя». В 2008 года с отличием окончил исторический факультет Санкт-Петербургского государственного университета. 23 июня 2011 года защитил диссертацию на соискание учёной степени кандидата исторических наук на тему: «Церковные связи Древней Руси с Западной Европой (до середины XII в.)».
Читал лекции по истории Русской Церкви в Православном лектории при подворье Тихвинского Успенского мужского монастыря, культурно-просветительском центре библиотеки «Старая Коломна», культурно-просветительском центре «Логос» при храме свят. Николая Чудотворца в Павловске, культурно-просветительском центре «Лествица» при храме Иконы Божией Матери «Всех скорбящих радость» на Шпалерной ул. и др. С 2011 по 2024 год читал курс Истории Русской Церкви на Свято-Иоанновских епархиальных педагогических курсах. С июня 2024 — член Научного совета Центрального государственного исторического архива Санкт-Петербурга.
С 2009 года — преподаватель Санкт-Петербургской духовной академии, курс истории Русской Церкви, Основы российской государственности, с 2015 года — доцент, с 2024 года — профессор кафедры церковной истории. С 1 сентября 2011 по 31 августа 2015 год — заведующий аспирантурой, с 14 ноября 2013 по 19 мая 2015 года — секретарь Учёного совета, с 15 июля 2016 года проректор по научно-богословской работе Санкт-Петербургской духовной академии.
С января 2013 по ноябрь 2019 год — секретарь кандидатского диссертационного совета Санкт-Петербургской Духовной Академии. С 27 августа 2020 года — секретарь Объединённого докторского диссертационного совета Московской Духовной Академии, Санкт-Петербургской Духовной Академии, Сретенской Духовной Академии, Минской Духовной Академии.
В 2010 году состоял в епархиальной комиссии при жюри педагогического конкурса «За нравственный подвиг учителя». С декабря 2011 по декабрь 2014 год — член Оргкомитета по подготовке празднования 700-летия со дня рождения преподобного Сергия Радонежского Правительства Санкт-Петербурга. С 2016 по 2025 год — член Федерального УМО по теологии. С октября 2020 года — член Номинационной комиссии Учебного Комитета Русской Православной Церкви. С 17 сентября 2020 года — член Коллегии Издательского совета Русской Православной Церкви по рецензированию и экспертной оценке. С 24 июня 2025 года — председатель комиссии по канонизации святых Санкт-Петербургской епархии.
Неоднократно принимал участие в передачах радиоканалов «Град Петров», «Радио Мария», «Радио России — Санкт-Петербург» и телеканалов «Спас», «Союз», «Россия», «Сто» и других. Принимал участие в съёмках ряда документальных фильмов.
С 2015 года преподает в Русской христианской гуманитарной академии, с 2020 года — член ГЭК. В феврале 2017 года читал спецкурс «Отношения Русской Церкви с латинскими церквями Европы в Средневековье» в Рязанской духовной семинарии. С 2017 по осень 2019 и в 2023 году — преподаватель кафедры теологии Новгородского государственного университета им. Ярослава Мудрого. С 2018 по 2022 год — член Совета основной образовательной программы аспирантуры Санкт-Петербургского государственного университета «Библеистика», с 1 декабря 2020 года — член Совета основной образовательной программы магистратуры Санкт-Петербургского государственного университета «История Российской цивилизации», с 2021 года — председатель, с 2021 года — член ГЭК (по кафедре Истории России с древнейших времён до XX века). С 2025 года — старший научный сотрудник Института теологии Санкт-Петербургского государственного университета.
Совместно с П. И. Гайденко — создатель альманаха «Древняя Русь во времени, в личностях, в идеях» (2014—2018). После его преобразования 29 марта 2018 года в научный журнал Санкт-Петербургской духовной академии «Палеоросия. Древняя Русь: во времени, в личностях, в идеях» стал его главным редактором. С 2019 года — создатель и главный редактор научного журнала «Актуальные вопросы церковной науки». С 15.06.2020 — заместитель главного редактора научного журнала «Христианское чтение».
С 2018 года — член редсовета журнала «Вестник Исторического общества Санкт-Петербургской Духовной Академии». С 2020 года — член Редколлегии журнала «Церковный историк» Московской Духовной Академии. С 2021 года — член редсовета журнала «Вестник Пензенской духовной семинарии». С июня 2022 года — член Редколлегии журнала «Вестник Свято-Филаретовского института». С 2022 года — член Редсовета журнала «Томский богословский вестник».
Под его руководством защищены кандидатские диссертации в Санкт-Петербургской Духовной Академии:
23 апреля 2013 года священник Сергий Голубцов защитил диссертацию на соискание ученой степени кандидата богословия на тему: «Образование Омской епархии. Деятельность Преосвященного епископа Григория (Полетаева) на Омской кафедре в 1895—1900 гг.»;
23 июня 2017 года священник Димитрий Пономарев защитил диссертацию на соискание ученой степени кандидата богословия на тему: «Антониево-Дымский монастырь (опыт комплексного церковно-исторического исследования)».

## Публикации
- Церковные связи Древней Руси с Западной Европой (до середины XII в.). Страницы истории межконфессиональных отношений. — Saarbrücken: LAP Lambert Academic Publishing, 2013. — 249 с. — ISBN 978-3-659-32628-8
- Развитие антилатинской полемики в Киевской Руси (ХI — середина XII в.). Страницы истории межцерковных отношений. — Saarbrücken: Sanktus, 2013. — 141 с. — ISBN 978-3-8484-7983-2
- Архиепископ Михаил (Мудьюгин) (1912—2000): музыкант, полиглот, инженер и богослов. — СПб.: Издательство СПбПДА, 2015. — 144 с. — ISBN 978-5-906627-15-5
- Князь Владимир и истоки русской церковной традиции: этюды об эпохе принятия Русью христианства. — СПб.: Издательство СПбПДА, 2016. — 168 с. — ISBN 978-5-906627-20-9
- Священномученик Исидор Юрьевский: 550 лет подвига / Свято-Исидоровский храм. — СПб., 2022. — 48 с. — ISBN 978-5-604-77726-8
- Священномученик Платон Ревельский: жизнь и подвиг / Свято-Исидоровский храм. — СПб., 2022. — 48 с. — ISBN 978-5-604-77728-2
- Православная церковь и социализм. Вторая половина XIX—XX век / под ред. А. А. Иванова; вступ. ст., сост., коммент. А. А. Иванова, И. В. Амбарцумова, К. А. Костромина, И. В. Петрова, А. А. Чемакина. — СПб.: Владимир Даль, 2023. — 715 с. — ISBN 978-5-93615-341-9

- Свято-Исидоровская церковь. История храма. Жития святых. 1907—2007. 100 лет со дня первого освящения храма. — СПб., 2007. — 64 с.
- Михаил (Мудьюгин), архиеп. Православное учение о личном спасении. Спасение как цель и как состояние / Составитель, предисл., ред. свящ. К. Костромин. — СПб.: Сатисъ, 2010. 224 с. — ISBN 978-5-7868-0014-3
- Разрозненные мысли вслух. Штрихи к портрету архиепископа Михаила / Отв. ред. свящ. К. Костромин. Вступ. ст. Ю. А. Соколова. Изд. 2-е, исправ. и доп. — СПб.: Сатисъ, Портал Христианин. СПб, 2010. 44 с., илл. — ISBN 978-5-7868-0019-8
- Михаил (Мудьюгин), архиеп. Православное учение о личном спасении. Спасение как процесс / Предисл. свящ. К. Костромина и Ю. А. Соколова. Составитель и ред. свящ. К. Костромин. — СПб.: Сатисъ, 2012. — 222 с. — ISBN 978-5-7868-0035-8
- Архиепископ Михаил (Мудьюгин) в воспоминаниях и размышлениях. Материалы конференции, посвящённой 100-летию со дня рождения архиепископа Михаила (Мудьюгина) 1912—2000. Санкт-Петербург, 14 мая 2012 г. / Под ред. свящ. К. Костромина и Д. В. Волужкова. Портал Христианин. — СПб. — СПб.: СПбПДА, 2013. — 108 с. — ISBN 978-5-906627-01-8 Доп. тираж: — СПб.: СПбПДА, 2014.
- Соколов Ю. А. Империя и христианство. Римский мир на рубеже III—IV веков: гонения на христиан и Миланский эдикт. — СПб.: СПбПДА, 2014. — 136 с.
- Древняя Русь: во времени, в личностях, в идеях. Παλαιορωσια: ϵν χρονω, ϵν προσωπω ϵν ϵιδϵι. Альманах, Вып. 2: Материалы научной конференции «Преподобный Сергий Радонежский: личность в контексте эпохи и история его почитания» Санкт-Петербург, 1-3 октября 2014 г. — СПб.; Казань, 2014. — 216 с. — ISBN 978-5-9904579-2-8
- Древняя Русь: во времени, в личностях, в идеях. Παλαιορωσια: ϵν χρονω, ϵν προσωπω ϵν ϵιδϵι. Альманах, Вып. 3: Материалы научной конференции «Равноапостольный князь Владимир и формирование русской цивилизации» Санкт-Петербург, 23-24 сентября 2015 г. — СПб., 2015. — 280 с. — ISBN 978-5-9904579-3-5
- Соколов Ю. А. Время святого равноапостольного князя Владимира Красное Солнышко. События и люди. — СПб.: Издательство СПбПДА, 2017. — 372 с., ил. — ISBN 978-5-906627-31-5
- Материалы IX международной студенческой научно-богословской конференции к 100-летию подвига новомучеников и исповедников Церкви Русской (10-11 мая 2017, Санкт-Петербург). Ч. 1. Доклады аспирантов и магистрантов. — СПб.: Издательство СПбПДА, 2017. — 532 с. — ISBN 978-5-906627-36-0
- Материалы IX международной студенческой научно-богословской конференции к 100-летию подвига новомучеников и исповедников Церкви Русской (10-11 мая 2017, Санкт-Петербург). Ч. 2. Доклады студентов бакалавриата. — СПб.: Издательство СПбПДА, 2017. — 492 с. — ISBN 978-5-906627-37-7
- Актуальные вопросы современного богословия и церковной науки. Материалы VIII междунар. науч.-богосл. Конференции, посвящённой 70-летию возрождения Санкт-Петербургской Духовной Академии, 16-17 ноября 2016 года. Ч. 1: Библеистика, Богословие, Церковное искусство и архитектура. — СПб.: Издательство СПбДА, 2017. — 432 с. — ISBN 978-5-906627-43-8
- Актуальные вопросы современного богословия и церковной науки. Материалы VIII междунар. науч.-богосл. Конференции, посвящённой 70-летию возрождения Санкт-Петербургской Духовной Академии, 16-17 ноября 2016 года. Ч. 2: Русская религиозная философия, История Церкви, Музыкальное искусство. — СПб.: Издательство СПбДА, 2017. — 416 с. — ISBN 978-5-906627-44-5
- Православные эстонцы Петербурга. 1917: до и после (Материалы научно-просветительской конференции Санкт-Петербург, 8 октября 2017 года); Житие священномученика Платона, епископа Ревельского; Житие священномученика Карпа, пресвитера Петроградского. — СПб., 2017. — 120 с. — ISBN 978-5-9904579-9-7
- Материалы Х Международной студенческой научно-богословской конференции 25-26 апреля 2018 г.: сборник докладов. — СПб.: Издательство СПбПДА, 2018. — 400 с. — ISBN 978-5-906627-49-0
- Актуальные вопросы современного богословия и церковной науки. Материалы IХ международной научно-богословской конференции, посвящённой 100-летию начала мученического и исповеднического подвига Русской Православной Церкви. 28-29 сентября 2017 года. Сборник докладов. — СПб.: Издательство СПбПДА, 2018. — 420 с. — ISBN 978-5-906627-57-5
- Адельгейм П., прот. Беседы о христианском браке; Мир Вам. — СПб., 2018. — 48 с. — ISBN 978-5-604-01400-4
- Наследие священномученика Платона, епископа Ревельского: к 150-летию со дня рождения, к 100-летию мученического подвига священномученика Платона, епископа Ревельского (протоиерея Павла Кульбуша) (мат-лы науч.-просв. конф., Санкт-Петербург, 13 января 2019 года) / Составитель и ред. прот. К. Костромин. — СПб., 2019. — 72 с. — ISBN 978-5-604-01401-1

- Столетие Свято-Исидоровского храма // Вода живая. Санкт-Петербургский церковный вестник. — № 11 (94), 2007. — С. 26-27. (соавтор: Е. Самойленко)
- Старообрядчество в Санкт-Петербурге по данным храмостроительства // История Петербурга. — № 5 (39). 2007. — С. 79-85.
- Антропологические представления в Древней Руси // Психология веры и самоопределение человека в этнокультуре. Материалы научно-практической конференции 4-5 июня 2007 года / Под ред. О. И. Даниленко. — СПб.: СПбГУКИ, 2008. — С. 56-60.
- История церковного раскола XVII века в свете проблемы верности и предательства // Начало. Журнал Института богословия и философии. — № 17. 2008. — С. 113—118. Материалы семинара «Верность и предательство в истории России», 28 июня 2007 г.
- Исидор и Иоанн православные священники г. Тарту во второй половине XV века // Провинциальное духовенство дореволюционной России. Сб. науч. тр. междунар. заоч. конф. — Вып. 3 / Научно исследовательский центр церковной истории и православной культуры им. В. В. Болотова. Тверской государственный университет. — Тверь, 2008. — С. 295—304. — ISBN 978-5-7609-0451-5
- Педагогика и нравственность: противоречие или взаимодействие? // Значение педагогики для возрождения нравственных основ общества. Материалы международной научно-практической конференции / Религиозно-философский и педагогический исследовательский центр им. Я. А. Коменского. Научно-исследовательский институт им. Я. А. Коменского, Райхельсхайм (Германия). — СПб., 2008. — С. 105—113. — ISBN 978-5-91508-006-4
- Психологический аспект нарастания межконфессиональной напряжённости христианской церкви в Древней Руси // Народы России: историко-психологические аспекты межэтнических и межконфессиональных отношений. Материалы ХХV Междунар. науч. конференции. Санкт-Петербург, 12-13 мая 2009 г. / Под ред. д-ра ист. наук, проф. С. Н. Полторака. — СПб.: Нестор, 2009. — С. 88-92. — ISBN 978-5-303-00355-2
- Свято-Исидоровская церковь сегодня и сто лет назад // Коломенские чтения 2008. Альманах № 3 / Под ред. В. В. Антонова. — СПб.: Арденн, 2009. — С. 51-66. — ISBN 978-5-9678-0031-3
- Крещение князя Владимира и Запад // Толерантность в России: вопросы истории и ответы современности. Материалы II Всероссийской научно-практической конференции. 20 ноября 2008 г. / Составитель и общ. ред. А. Н. Долгенко. — Волгоград: ФГОУ ВПО ВАГС, 2009. — С. 53-55. — ISBN 978-5-7786-0325-7
- Первоначальные церковные контакты Руси с Западной Европой // Клио. — № 2. — СПб.: Полторак, 2010. — С. 132—140. — ISSN 20709773
- Смысловые разночтения в старообрядном и новообрядном чинах крещения в свете истории чинопоследования Таинства // Старообрядчество: история, культура, современность: Материалы IX междунар. конф. (Новгород, 30 сентября 2 октября 2009 г.). / Центр истории и культуры старообрядчества имени боярыни Морозовой. Ред.-сост. В. И. Осипов, Н. В. Зиновкина, Е. И. Соколова и А. В. Осипова. Великий Новгород, 2010. — С. 321—330.
- Разделение церквей в контексте взаимоотношений Киевской Руси с Западной Европой во второй половине ХI в. // Вестник Санкт-Петербургского Университета. Сер. 2: История. 2010. — Вып. 3. — С. 85-89. — ISSN 18129323
- Князь Ярополк и Запад // Запад-Россия-Восток в исторической науке XXI века: Материалы междунар. конф. в честь 100-летия СГУ (Саратов, 14-16 мая 2009 г.): В 2 ч. / Под общ. ред. Ю. В. Варфоломеева и Л. Н. Черновой. — Саратов: ИЦ «Наука», 2010. Ч. 1. — С. 119—123. — ISBN 978-5-9999-0382-2
- Санкт-Петербургская Духовная Академия и Коломна в XIX веке // Коломенские чтения. 2009—2010. Сб. ст. / Под ред. В. В. Антонова. — СПб.: Лики России, 2010. — С. 54-65. — ISBN 978-5-87417-347-0
- Проблема атрибуции «Слова Феодосия, игумена Печерского, о вере крестьянской и о латыньской» // Христианское чтение. 2011. — № 1 (36). — С. 6-97.
- Борисоглебская проблема: вопрос доверия источникам // Русские древности. Сборник научных трудов. К 75-летию профессора И. Я. Фроянова / Труды исторического факультета СПбГУ. Т. 6. СПб., 2011. — С. 55-70. — ISSN 22219978
- Разделение церквей на Руси и европейское романское искусство // Труды Киевской Духовной Академии. — № 15. 2011. — С. 176—186.
- Церковный раскол XI века на Руси и романское искусство // Православ’я цивілізаційний стрижень слов’янського світу. Збірник наукових праць. Київ, 2011. — С. 135—140. — ISBN 978-966-651-924-8
- Архиепископ Михаил (Мудьюгин) как студент, ректор и профессор Санкт-Петербургских (Ленинградских) духовных школ. К 100-летию со дня рождения (на материале личных дел из архива СПбПДА) // Христианское чтение. — № 2. — СПб., 2012. — С. 6-42.
- История славянского текста Символа веры через призму истории раскола XVII в. // Христианское чтение. — № 3. Специальный выпуск: История Русской Православной Церкви. — СПб., 2012. — С. 32-65. — ISSN 18145574
- «Диссиденты» и юродивые антиподы духовной жизни эпохи Смутного времени // Церковь и общество в России на переломных этапах истории. Сб. тез. Всероссийской научной исторической конференции МДА. Сергиев Посад, 2012. — С. 45-53. — ISBN 978-5-905193-04-0
- Почитание Тихвинской иконы Божией Матери на Северо-Западе России // На рубеже культур: Тихвин в XVII столетии. Материалы науч.-практ. конф. — СПб.: Каламос, 2015. — С. 57-61. — ISBN 978-5-905836-27-5
- Разделение церквей в контексте общеевропейской международной политики IХ-XII вв. // Вестник Русской христианской гуманитарной академии. Т. 14. — Вып. 1. — СПб., 2013. — С. 14-22. — ISSN 18192777
- Relations between Western and Eastern Churches in the Balkans in context of history of churches separation in Russia // Српска теологиjа данас 2012. Књ. 4. Зборник радова четвртог годишњег симпосиона, одржаног на Православном богословском факултету 25-26 маjа 2012. — Београд: Православни богословски факултет, Институт за теолошка истраживања, 2013. — С. 11-18. — ISSN 22172491
- К вопросу о происхождении древнерусской церковной десятины // Духовная жизнь региональных сообществ: история, традиции, современность. Сб. докладов междунар. науч.-практ. конференции. — Казань: КазГАСУ, 2013. — С. 145—151. — ISBN 978-5-7829-0423-4
- Восток и Запад в христианстве первого тысячелетия и разделение церквей // Известия Уральского федерального университета. Серия 2: Гуманитарные науки. — № 4 (120), 2013. — С. 7-23. — ISSN 22272283
- Крещение Руси: Киев, Херсонес, Тмутаракань // Труды Киевской Духовной Академии. — № 19. 2013. — С. 30-42.
- Межцерковные связи архиепископа Михаила и православное свидетельство // Архиепископ Михаил (Мудьюгин) в воспоминаниях и размышлениях. Материалы конференции, посвящённой 100-летию со дня рождения архиепископа Михаила (Мудьюгина) 1912—2000. Санкт-Петербург, 14 мая 2012 г. / Под ред. свящ. К. Костромина и Д. В. Волужкова. Портал Христианин. СПб. — СПб.: СПбПДА, 2013. — С. 35-51. — ISBN 978-5-906627-01-8
- Архиепископ Михаил (Мудьюгин) как церковный администратор (по материалам циркуляров Астраханской епархии) // Архиепископ Михаил (Мудьюгин) в воспоминаниях и размышлениях. Материалы конференции, посвящённой 100-летию со дня рождения архиепископа Михаила (Мудьюгина) 1912—2000. Санкт-Петербург, 14 мая 2012 г. / Под ред. свящ. К. Костромина и Д. В. Волужкова. Портал Христианин. СПб. — СПб.: СПбПДА, 2013. — С. 74-83. — ISBN 978-5-906627-01-8 (соавтор: Морозов К. А.)
- Година 1054. у мултиполарном хришћанском свету // Српска теологиjа у XX веку. 2013. Српска теологија у двадесетом веку: истраживачки проблеми и резултати : зборник радова научног скупа (Православни богословски факултет, 24. мај 2013.) / Приредио Б. Шијаковић. Књ. 14. — Београд: Православни богословски факултет, 2013. — С. 192—196.
- Милански едикт и подела Цркава у контексту идеје средњевековног сакралног империјалног универзума // Црква у доба Св. Цара Константина Великог. Зборник радова Међународног научног скупа (Православни богословски факултет, 24-25. маја 2013.) / Приредио Р. Поповић. — Београд: Православни богословски факултет, 2013. — С. 55-61. — ISBN 978-86-7405-135-1
- Динамика межконфессионального конфликта на Руси в ХI-XII веках // Церковь. Богословие. История. Материалы Всероссийской научно-богословской конференции (Екатеринбург, 12 февраля 2013 г.). Екатеринбург, 2014. — С. 81-89, 190. — ISBN 978-5-8295-0245-4
- Табу и антилатинская полемика в Древней Руси // Церковь. Богословие. История. Материалы II Всероссийской научно-богословской конференции (Екатеринбург, 12 февраля 2014 г.). — Екатеринбург, 2014. — С. 107—113. — ISBN 978-5-8295-0249-2
- Романовы и православие: начало и конец // Коломенские чтения. 2013. Сб. ст. / Под ред. Е. И. Жерихиной. — СПб: Лики России, 2014. — С. 30-38. — ISBN 978-5-87417-466-8
- Исторический субъективизм в богословском контексте // Христианское чтение. — № 2-3. — СПб., 2014. — С. 6-13.
- «Диссиденты» и юродивые антиподы духовной жизни эпохи Смутного времени (сопоставление художественных образов и исторических персонажей) // Церковь и общество в России на переломных этапах истории. — Сергиев Посад: МДА, 2014. — С. 92-106. — ISBN 978-5-905193-07-1
- Происхождение древнерусской церковной десятины и западноевропейские аналоги // Древняя Русь: во времени, в личностях, в идеях. Альманах. — Вып. 1 / Под ред. д.и.н. П. И. Гайденко. — СПб.; Казань, 2014. — С. 35-62. — ISBN 978-5-9904579-1-1. — DOI: 10.24411/9999-0702-2014-00002
- Международные христианские связи Киевской Руси в эпоху Крещения Руси: характер и масштаб // Покровская академическая конференция, посвящённая 1025-летию Крещения Руси (10-14 октября 2013 года). Сборник докладов. — Сергиев Посад: МДА, 2014. — С. 119—137. — ISBN 978-5-88060-070-0
- Оглашение в Древней Руси (конец Х — начало XII в.): церковь и княжеская власть // Духовная жизнь региональных сообществ: история, традиции, современность. Сб. докладов Междунар. науч. конференции. — Казань: КазГАСУ, 2014. — С. 128—133. — ISBN 978-5-7829-0416-6
- «Наследник святителя Алексия» митрополит Киприан и новые вызовы эпохи // Святители Московской Руси. Науч.-практ. конф., 17-18 октября 2014 года. Свято-Троицкая Александро-Невская Лавра, 2014. — С. 16-24.
- Преподобный Сергий Радонежский и рождение московской литературной традиции // Древняя Русь: во времени, в личностях, в идеях. Альманах, Вып. 2: Материалы научной конференции «Преподобный Сергий Радонежский: личность в контексте эпохи и история его почитания» Санкт-Петербург, 1-3 октября 2014 г. СПб.; Казань, 2014. — С. 35-45. — ISBN 978-5-9904579-2-8 DOI: 10.24411/9999-0702-2015-00027
- Антилатинская полемика и каноническое право Древней Руси (ХI-XII века) // Гуманитарные науки в XXI веке. Электронный научный журнал. № 3. 2014.
- Наречение имени князя в Киевской Руси: литургический аспект // Христианское просвещение и русская культура. Материалы XVII научно-богословской конференции (16 мая 2014 г.). Йошкар-Ола, 2014. — С. 35-48.
- Вопрошание Кирика с ответами Нифонта и канонико-правовое наследие Киевской Руси в контексте международных отношений // Кирик Новгородец и древнерусская культура. Ч. 3. / Отв. ред. В. В. Мильков; Новгородский гос. университет им. Ярослава Мудрого. Великий Новгород, 2014. — С. 87-97. — ISBN 978-5-89896-516-7
- Оригинальные статьи Никоновской летописи эпохи князя Владимира о международном положении Руси: проблема историчности и достоверности // Церковь. Богословие. История. Материалы III Международной научно-богословской конференции (Екатеринбург, 6-7 февраля 2015 г.). — Екатеринбург: Информ.-изд. отдел ЕДС, 2015. — С. 292—297. — ISBN 978-5-8295-0270-6
- Смертельная схватка империй // Коломенские чтения. 2014. Сб. ст. / Под ред. Е. И. Жерихиной. СПб: Лики России, 2015. — С. 6-17. — ISBN 978-5-87417-478-1
- Конфессиональная поликультурность Киевской Руси начала XI века // Древняя Русь: во времени, в личностях, в идеях. Альманах, Вып. 3: Материалы научной конференции «Равноапостольный князь Владимир и формирование русской цивилизации» Санкт-Петербург, 23-24 сентября 2015 г. — СПб., 2015. — С. 48-75. — ISBN 978-5-9904579-3-5 DOI: 10.24411/9999-0702-2015-00003
- Связи духовной академии и университетов в Санкт-Петербурге в начале XXI века: pro et contra // Гуманитарные науки в теологическом пространстве. Взаимодействие духовного и светского образования в России на примере Московской духовной академии с начала XIX в. по настоящее время. Сб. ст. в честь 200-летнего юбилея пребывания Московской духовной академии в Троице-Сергиевой Лавре. Сергиев Посад, 2015. — С. 306—317. — ISBN 978-5-87245-180-8
- Кризис средневековых универсумов на стыке Романской и Готической эпох в знаковой системе средневековья // Христианское чтение. — № 5. 2015. Серия: История Церкви. — С. 10-61. — (соавтор: Соколов Ю. А.)
- К вопросу об авторе летописного сказания об апостоле Андрее // Христианское чтение. — № 6. — СПб., 2015. — С. 22-38.
- Вхождение Якутии в состав Российского государства в XVII веке и проблема христианизации региона // Духовная жизнь российских региональных сообществ: история, традиции, современность. Сб. докладов IV Междунар. науч. конференции. Казань: КазГАСУ, 2015. — С. 137—142. — ISBN 978-5-7829-0489-0
- Храм св. Петра на Почайне или Турова божница? // Церковь. Богословие. История. Материалы IV Международной научно-богословской конференции (Екатеринбург, 5-6 февраля 2016 г.). — Екатеринбург: ЕДС, 2016. — С. 173—180. — ISBN 978-5-8295-0423-6
- Церковь в культурном пространстве современной России: конструктивные идеи и практика воплощения // Quaestio Rossica. Vol. 4. 2016. — № 1. — C. 263—280. (в соавторстве с: Мангилев П., прот., прот., Нечаева М., Шаманаев А., Иванова О.)
- Слово оружие литератора: священник Григорий Петров // Коломенские чтения. 2015. Сб. ст. / Под ред. Е. И. Жерихиной. — СПб: Лики России, 2016. — С. 105—136. — ISBN 978-5-87417-524-5
- К вопросу о сравнении крещения Руси и Литвы // Вестник Екатеринбургской духовной семинарии. 2016. — Вып. 2 (14). — С. 11-28. — ISSN 22245391.
- Появление Казанской иконы Божией Матери в Петербурге // Чудотворный Казанский образ Богородицы в судьбах России и мировой цивилизации: сборник избранных статей по итогам работы междунар. науч.-практ. конф. (Казань, 19-21 июля 2016). — Казань: Центр инновационных технологий, 2016. — С. 66-70. — ISBN 978-5-93962-835-8.
- Почитание святых при св. князе Владимире по данным храмостроительства // Древняя Русь: во времени, в личностях, в идеях. Альманах, вып. 5: К 80-летию профессора Игоря Яковлевича Фроянова / Под ред. д.и.н., проф. А. В. Петрова. — СПб., 2016. — С. 143—157. — ISBN 978-5-9904579-5-9. — DOI: 10.24411/9999-0702-2016-00010.
- Рождение церковно-исторической школы Ленинградской Духовной Академии. Очерк (ad memorandum) // Христианское чтение. 2016. — № 4 (июль-август). Научный журнал Санкт-Петербургской духовной академии. История Русской Православной Церкви. Юбилейный выпуск. — С. 12-35.
- К вопросу о начале Киево-Печерского монастыря и русско-афонских связей // Христианское чтение. 2016. — № 4 (июль-август). Научный журнал Санкт-Петербургской духовной академии. История Русской Православной Церкви. Юбилейный выпуск. — С. 227—237.
- Судьба «второго Гапона»: священник Григорий Петров в годы Первой русской революции // Петербургские чтения. Материалы Международной научно-практической конференции, посвящённой 110-летию Первой русской революции (Санкт-Петербург, 11-13 ноября 2015 года). — СПб., 1916. — С. 67-79. — ISBN 978-5-91646-095-7
- Фольклор и легенда от сюжета к смыслу: к вопросу о летописном сказании об апостоле Андрее // Древняя Русь: во времени, в личностях, в идеях. Альманах, вып. 6: Наследие святого Кирилла Туровского. История, культура и мысль Древней Руси / Под ред. д.и.н. П. И. Гайденко. СПб.; Казань, 2016. — С. 295—300. — ISBN 978-5-9904579-6-6
- Круг общения Кирика Новгородца: к вопросу о западноевропейских церковных взаимосвязях // Новгородика-2015. От «Правды Русской» к российскому конституционализму. Материалы V международной научной конференции (Великий Новгород, 24-25 сентября 2015 г.) / Составитель: Е. В. Торопова, С. А. Коварская, Я. А. Васильев, Д. Б. Терешкина, Б. Н. Ковалёв, Н. С. Федорук. Великий Новгород: Новгородский государственный университет имени Ярослава Мудрого, 2016. — С. 348—353
- Крещение Руси в отечественной историографии до и после 1917 года // Церковь. Богословие. История. Материалы V Международной научно-богословской конференции (Екатеринбург, 2-4 февраля 2017 г.). — Екатеринбург: ЕДС, 2017. — С. 237—242.
- Потестарность и христианизация Руси // Древняя Русь: во времени, в личностях, в идеях. Альманах, вып. 7: К 60-летию профессора Андрея Юрьевича Дворниченко / Под ред. д.и.н. А. В. Петрова. СПб., 2017. — С. 93-101. — ISBN 978-5-9904579-7-3
- Научная жизнь современной России: опыт организации и издания альманаха «Древняя Русь во времени, в личностях, в идеях» // Вестник Волгоградского государственного университета. Серия 4, История. Регионоведение. Международные отношения. 2017. Т. 22. — № 2. — С. 164—173. (соавтор: Петров А. В.)
- Церковный контекст посольства русов в Константинополь и Ингельхайм 839 г. // Актуальные вопросы современного богословия и церковной науки. Материалы VIII междунар. науч.-богосл. Конференции, посвящённой 70-летию возрождения Санкт-Петербургской Духовной Академии, 16-17 ноября 2016 года. Ч. 2: Русская религиозная философия, История Церкви, Музыкальное искусство. — СПб.: Издательство СПбДА, 2017. — С. 134—143. — ISBN 978-5-906627-44-5
- Сотрудничество церковных и светских вузов в научной сфере: проблемы и перспективы // Христианство и педагогика: история и современность. Ч. 1. Материалы международной научно-практической конференции, 19-20 октября 2017 г. — Пенза, 2017. — С. 173—178. — ISBN 978-5-9908754-5-6
- Несколько слов о Гелиане Михайловиче Прохорове (20.03.1936 1.09.2017) // Христианское чтение. 2017. — № 5. — С. 261—263. — ISSN 18145574
- Свято-Исидоровский приход и его причт в 1917 году // Православные эстонцы Петербурга. 1917: до и после (Материалы научно-просветительской конференции Санкт-Петербург, 8 октября 2017 года); Житие священномученика Платона, епископа Ревельского; Житие священномученика Карпа, пресвитера Петроградского. — СПб., 2017. — С. 18-32. ISBN 978-5-9904579-9-7
- Гелиан Михайлович Прохоров. Вечная память // Журнал Московской Патриархии. 2017. — № 12. — С. 86-87. — ISSN 0132-862X
- Стили православного богословия XX века. К оценке трудов архиепископа Михаила (Мудьюгина) // Труды кафедры богословия Санкт-Петербургской Духовной Академии. Научный журнал. 2017. — № 1. — С. 25-38. — DOI: 10.24411/2541-9587-2017-00003
- «Страдание священномученика Исидора» как исторический источник и литературный памятник конца ХV середины XVI века // Древняя Русь: во времени, в личностях, в идеях. Παλαιορωσια: ϵν χρονω, ϵν προσωπω ϵν ϵιδϵι. Альманах, вып. 8. / Под ред. д.и.н. П. И. Гайденко. СПб.; Казань, 2017. — С. 149—163. — ISBN 978-5-9904579-8-0
- Апостол Андрей и его почитание в ХI в. на Руси: Восток и Запад // Христианские ценности в культурной традиции Востока и Запада история и современность. Сборник докладов ХXII Международных Кирилло-Мефодиевских чтений (27-27 мая 2016 года, Институт теологии БГУ). — Минск: Минар, 2017. — С. 193—197. — ISBN 978-985-90359-9-9
- Священномученик Платон, епископ Ревельский: проблема сохранения Православия на постимперской территории // Богословский вестник. 2017. — № 26-27. — Вып. 3-4. — С. 179—195. — ISBN 978-5-87245-223-2
- К вопросу о сравнении подвига страстотерпцев ХI-XII веков и первых новомучеников XX века // Материалы церковно-научной конференции «100-летие начала эпохи гонений на Русскую Православную Церковь». Храм Христа Спасителя, г. Москва, 16 июня 2017. — М.: Издательство Московской Патриархии РПЦ, 2018. — C. 65-78. — ISBN 978-5-88017-651-9
- Особенности «Закона судного людем» как одного из древнейших памятников древнерусского церковного права // Церковь. Богословие. История. Материалы VI Всероссийской научно-богословской конференции (Екатеринбург, 10-12 февраля 2018 г.). — Екатеринбург: ЕДС, 2018. — С. 337—342. — ISBN 978-5-9908364-9-5
- Философия революции // Коломенские чтения. 2017. Сб. ст. / Под ред. Е. И. Жерихиной. СПб: Лики России, 2018. — С. 5-12. — ISBN 978-5-87417-597-9
- Правовое применение «Закона судного людем» в Киевской Руси // Христианское чтение. 2018. — № 4. — С. 113—123. — DOI: 10.24411/1814-5574-2018-10089
- Ещё раз о возникновении Туровской епископии (о статье Т. Ю. Фоминой «Туровская епископия: этапы становления и развития (ХI-XIII вв.)» // Христианское чтение. 2018. — № 2. 243—253) // Христианское чтение. 2018. — № 4. — С. 250—259. — DOI: 10.24411/1814-5574-2018-10102
- «Постройка храма грозит стать предметом столичного скандала…». К истории Православного русско-эстонского братства во имя священномученика Исидора Юрьевского // Вестник исторического общества Санкт-Петербургской Духовной Академии. 2018. — № 2. — С. 38-52. DOI: 10.24411/2587-8425-2018-10014 ISSN 25878425
- Богословские особенности древнерусской антилатинской полемической литературы // Актуальные вопросы современного богословия и церковной науки. Материалы IХ международной научно-богословской конференции, посвящённой 100-летию начала мученического и исповеднического подвига Русской Православной Церкви. 28-29 сентября 2017 года. Сборник докладов. — СПб.: Издательство СПбДА, 2018. — С. 112—116. — ISBN 978-5-906627-57-5
- Братство при приходе или приход при братстве? К истории русско-эстонского Православного братства во имя священномученика Исидора Юрьевского в Петербурге // Свет Христов просвещает всех. Альманах Свято-Филаретовского института. — Вып. 27. Лето 2018. — М., 2018. — С. 65-79. ISSN 20783434
- Русско-эстонское православное братство во имя священномученика Исидора Юрьевского в Петербурге // Православные братства в истории России: к 100-летию воззвания патриарха Тихона об образовании духовных союзов: сборник научных трудов: в 2 ч. — М.: Культурно-просветительский фонд «Преображение», 2018. Ч. 2. — С. 21-35. — ISBN 978-5-905615-57-3
- Антилатинская полемика в древнерусском богослужении // Палеоросия. Древняя Русь: во времени, в личностях, в идеях. 2018. — Вып. 1 (9). — С. 298—320. — DOI: 10.24411/2618-9674-2018-00019
- Монополизм и церковно-историческая наука: к постановке вопроса // Христианское чтение. 2018. — № 6. — С. 181—188. — DOI: 10.24411/1814-5574-2018-10140
- Владари-мученици у словенским земљама у периоду покрштавања Источне Европе. Компаративна анализа житиjа светог Jована Владимира (Српског), Вјачеслава (Вацлава) Чешког и Бориса и Гљеба Руских) [Правители-мученики в славянских странах эпохи христианизации Восточной Европы (сравнительный анализ житий св. Иоанна Владимира Сербского, св. Вячеслава (Вацлава) Чешского и св. Бориса и Глеба Русских)] // У спомен и славу светог Јована Владимира. Књ. 6-1. Међународни научни скуп «Свети Јован Владимир кроз вјекове историја и предање (1016—2016)», Бар, 15-17. септембар 2016. Године. — Цетиње, 2018. — С. 81-104
- Праславление священномученика Исидора в XVI веке // Палеоросия. Древняя Русь: во времени, в личностях, в идеях. 2018. — Вып. 2 (10). — С. 192—200. — DOI: 10.24411/2618-9674-2018-10037
- И. А. Ильин о первых русских святых // Ильинские чтения: материалы V международной науч.-практ. конференции / Отв. ред. О. А. Чулков. — СПб.: Издательство ГУМРФ им. адм. С. О. Макарова, 2018. — С. 10-19. — ISBN 978-5-9509-0322-9
- Научная деятельность церковной высшей школы: итоги и перспективы // Теология и образование 2018. Ежегодник Научно-образовательной теологической ассоциации. — М.: Издательский дом «Познание», 2018. — С. 391—401. — ISBN 978-5-906960-41-2
- Богословские и исторические особенности возникновения древнерусской антилатинской полемической литературы // «Teologie, jazyk a duch doby». Sborník příspĕvků z interdisciplinární vĕdecké konference s mesinárodní účastí komané při příležitosti 1150. výročí uznání slovanského bohoslužebného jazyka, Praha, 8-9.6.2018 / Ed. J. Husár, V. Ježek. — Praha, 2018. — S. 172—185. — ISBN 978-80-88034-03-2
- Священномученик Платон, епископ Ревельский — протоиерей Павел Кульбуш как благочинный эстонских приходов Петербургской (Петроградской) епархии (к 100-летию мученической кончины) // Церковь. Богословие. История. Материалы VII Всероссийской научно-богословской конференции (Екатеринбург, 8-10 февраля 2019 г.). — Екатеринбург: ЕДС, 2019. — С. 73-79. — ISBN 978-5-604-18423-3
- Особенности эстонского православного самосознания в начале XX века (к 100-летию мученического подвига священномученика Платона (Кульбуша), епископа Ревельского) // Христианское чтение. 2019. — № 1. — С. 180—190. DOI: 10.24411/1814-5574-2019-10017 ISSN 18145574
- Религиозность православных эстонцев Санкт-Петербурга на рубеже XIX—XX веков // Христианское чтение. 2019. — № 2. — С. 196—204. DOI: 10.24411/1814-5574-2019-10039 ISSN 18145574
- К вопросу о появлении туровской епископии // Христианство как интегрирующий фактор мировой культуры. Сборник докладов XXIV международных Кирилло-Мефодиевских чтений / Составители С. И. Шатравский, свящ. С. Рогальский. — Минск: Христианский образовательный центр имени святых Мефодия и Кирилла, 2019. — С. 3-6. — ISBN 978-985-90501-3-8
- Священномученик Платон, епископ Ревельский, и православие в Эстонии // Наследие священномученика Платона, епископа Ревельского: к 150-летию со дня рождения, к 100-летию мученического подвига священномученика Платона, епископа Ревельского (протоиерея Павла Кульбуша) (мат-лы науч.-просв. конф., Санкт-Петербург, 13 января 2019 года) / Составитель и ред. прот. К. Костромин. — СПб., 2019. — С. 4—18. — ISBN 978-5-604-01401-1
- Эстонское благочиние Петербургской епархии в 1900—1917 годах // Актуальные вопросы церковной науки. — 2019. — № 2. — С. 49-56.
- Священномученик Платон (Кульбуш), епископ Ревельский, и православные братства Петербурга // Нива Господня. Вестник Пензенской духовной семинарии. 2019. — № 2 (12). — С. 28-33.
- Эстонское благочиние Санкт-Петербургской епархии // Петербургский исторический журнал. 2019. — № 4 (24). — С. 196—209. — DOI: 10.24411/2311-603X-2019-00080
- К вопросу об отношении антилатинской полемики к церковному праву Древней Руси (ХI-XII века) // Палеоросия. Древняя Русь: во времени, в личностях, в идеях. Научный журнал. 2019. — Вып. 1 (11). — С. 44-56. DOI: 10.24411/2618-9674-2019-10003 (соавтор: Волужков Д. В.)
- Отчёт о научной деятельности Санкт-Петербургской Духовной Академии за 2017 календарный год и второй семестр 2017/2018 учебного года // Вестник исторического общества Санкт-Петербургской Духовной Академии. Научный журнал. 2019. — № 1 (3). — С. 253—268.
- Церковно-государственные отношения в Эстляндии в 1917—1919 г. в свете идей И. А. Ильина // Ильинские чтения. Материалы VI Международной научно-практической конференции / Ответственный редактор О. А. Чулков. — СПб., 2019. — С. 16-29.
- Векторный характер епископального устройства Русской церкви в 1000—1015 гг. // Древняя Русь: общество, власть, культура. Сборник статей к 60-летию профессора В. В. Пузанова / Под ред. В. В. Долгова, Д. А. Котлярова. — Ижевск, 2020. — С. 142—151. — ISBN 978-5-4312-0731-0
- Православные эстонцы Петербурга и православное миссионерское общество // Церковь. Богословие. История. Научный журнал. 2020. — № 1 [Материалы VIII Всероссийской научно-богословской конференции (Екатеринбург, 6-9 февраля 2020 г.)]. — С. 319—324. — ISBN 978-5-604-18428-8
- Павел Кульбуш (будущий священномученик Платон, епископ Ревельский) как студент Санкт-Петербургской Духовной Академии // Христианское чтение. 2020. — № 1. — С. 190—199. — DOI: 10.24411/1814-5574-2020-10016
- Отчёт о научной деятельности Санкт-Петербургской Духовной Академии за 2018/2019 учебный год // Вестник исторического общества Санкт-Петербургской Духовной Академии. Научный журнал. 2020. — № 1 (4). — С. 324—338.
- Духовные в мундирах. Профессура и студенты Санкт-Петербургской Духовной Академии // Коломенские чтения. 2019. Сб. ст. / Под ред. Е. И. Жерихиной. — СПб.: АНО РОССИКА «Лики», Лики России, 2020. — С. 65-75. — ISBN 978-5-87417-601-3
- Этика и цифровая экономика // Основы цифровой экономики: учебник и практикум для вузов / М. Н. Конягина [и др.]; отв. ред. М. Н. Конягина. — М.: Юрайт, 2020. — С. 18-23 [§ 1.2] ISBN 978-5-534-13476-6 Лауреат общественной премии «Экономическая книга года 2020»
- Политико-богословский аспект подвига новомучеников: к постановке проблемы (на примере священномученика Платона, епископа Ревельского) // Вопросы теологии. 2020. Т. 2. — № 2. — С. 221—233. DOI: 10.21638/spbu28.2020.202 (соавтор: Церпицкая О. Л.)
- Св. Александр Невский и латинский запад глазами древнерусских агиографов // Палеоросия. Древняя Русь: во времени, в личностях, в идеях. Научный журнал. 2020. — Вып. 1 (12). — С. 124—130. DOI: 10.24411/2618-9674-2020-10010 ISSN 26189674
- Ключевые темы службы преп. Антонию Римлянину и историко-гимнографические параллели // Антоний Римлянин и его время. К 900-летию основания собора Рождества Богородицы Антониева монастыря (1117—1119). Материалы научной конференции, Великий Новгород, 29-31 октября 2019 г. Великий Новгород, 2020. — С. 77-82.
- О дружбе между священномучеником Платоном, епископом Ревельским (протоиереем Павлом Кульбушем) и священномучеником протоиереем Философом Орнатским // Жизнь как подвиг. Священномученик Философ Орнатский и его эпоха. — Вып. 1: Материалы международной научной конференции «Жизнь как подвиг. Священномученик Философ Орнатский и его эпоха» 2018 г. / Науч. ред. игуменья Илариона (Феоктистова); В. Б. Казарина. СПб., 2020. — С. 68-75.
- Материалы круглого стола, посвящённого 20-летию со дня кончины архиепископа Михаила (Мудьюгина) // Труды кафедры богословия Санкт-Петербургской Духовной Академии. 2020. — № 1 (5). — С. 86-108. — DOI: 10.47132/2541-9587_2020_1_86 ISSN 25419587 (в соавторстве с: Лушников Д., свящ., Палюлин Е., прот., Фирсов С. Л., Тарнакин Н. А.)
- К вопросу о свойствах христианской общины // Труды кафедры богословия Санкт-Петербургской Духовной Академии. 2020. — № 21 (6). — С. 86-108. — DOI: 10.47132/2541-9587_2020_2_5 ISSN 25419587
- Проблема организации высшего церковного образования в первые годы советской власти в контексте формирования новой законодательной базы // Церковь. Богословие. История. Научный журнал. 2021. — № 2 [Материалы IХ Всероссийской научно-богословской конференции (Екатеринбург, 2-9 февраля 2021 г.)]. — С. 186—192. — ISBN 978-5-604-18429-5
- Святой Александр Невский в истории России и Финляндии: точки соприкосновения // Христианское чтение. 2021. — № 2. — С. 12-22. — DOI: 10.47132/1814-5574_2021_2_12 (соавтор: еп. Силуан (Никитин))
- Подвиг новомученика в контексте обострения межэтнических отношений (на примере священномученика Платона, епископа Ревельского) // Seminarium. Труды Курской духовной семинарии. 2021. — № 1 (3). — С. 7-13.
- Псковская архимандрития в конце XV века // Вестник Екатеринбургской духовной семинарии. 2021. — № 34. — С. 140—148. — DOI: 10.24412/2224-5391-2021-34-140-148
- Свети Мардарије (Ускоковић) као студент Санктпетербуршке духовне академије (према материјалима из архива Академије) // Богословље. 2021. — № 80/1. — С. 5-22. — ISSN (Print) 0006-5714 ISSN (Online) 2560-4945 (соавтор: Пузович В.)
- Перспективы духовного образования в Санкт-Петербургской Духовной Академии // Христианское чтение. 2021. — № 3. — С. 22-32. — DOI: 10.47132/1814-5574_2021_3_22 (соавтор: Силуан (Никитин), еп., Митрофанов Г., прот, Хулап В., прот., Юревич Д., прот., Лушников Д., свящ. Гундяева Е. М.)
- Правовые аспекты создания Богословского института в Петрограде // Христианское чтение. 2021. — № 3. — С. 90-106. — DOI: 10.47132/1814-5574_2021_3_90
- Наследие прот. Г. Флоровского (1893—1979): pro et contra. Материалы круглого стола научного проекта Издательства СПбДА «Византийский кабинет» к 40-летию кончины выдающегося православного мыслителя // Русско-византийский вестник. 2021. — № 1 (4). — С. 155—175. — DOI: 10.47132/2588-0276_2021_1_155 (соавторы: Хондзинский П., прот., Легеев М., свящ., Иванов И., свящ., Оболевич Т. С., Маркидонов А. В., Фатеев В. А., Гаврилов И. Б., Медоваров М. В., Тесля А. А.)
- «Святой шпион». Будущий святитель Мардарий (Ускокович) в годы обучения в Петроградской духовной академии // Вестник ПСТГУ. Серия II: История. История Русской Православной Церкви. 2021. — Вып. 101. — С. 114—137. DOI: 10.15382/sturII2021101.114-137
- Мемория об игумене Иннокентии (Павлове). К годовщине со дня кончины 19 мая 2020 г. // Вестник исторического общества Санкт-Петербургской Духовной Академии. Научный журнал. 2021. — № 2 (7). — С. 250—253. — DOI: 10.47132/2587-8425_2021_2_250
- Бояре Киева и принятие крещения св. княгиней Ольгой // Палеоросия. Древняя Русь: во времени, в личностях, в идеях. — 2021. — Вып. 2 (14). — С. 37—42. — DOI: 10.47132/2618-9674_2021_2_37
- Рака и мощи Александра Невского в XVIII—XX вв. // Реликварий Александра Невского. Исследования и материалы / сост. А. В. Сиренов. — М.: Политическая энциклопедия, 2021. — С. 238—293. — ISBN 978-5-8243-2468-6 (В соавторстве с: Крипатова Ю. И., Пономарев Д. А., Соколов Р. А.)
- Священномученик Платон Ревельский — «пастырь добрый, полагающий за овцы душу своя» // Эстонская Православная Церковь: 100 лет автономии [Сборник материалов одноимённой конференции (Таллин, 26-27 ноября 2020 г.] / Ред. прот. Игорь Препуп. — Таллин, 2021. — С. 223—243. — ISBN 978-9916-4-0693-9
- Озерова Г. Н., Андреева Т. А., Орженовский Д. В. Применение методов и приемов картографии при изучении истории Церкви // Геодезия, картография, геоинформатика и кадастры. Производство и образование. Сб. материалов IV Всероссийской науч.- практ. конф.2021 г., Санкт-Петербург / Науч. ред. И. Е. Сидорина. — СПб.: Политехника, 2021. — С. 282—288. — ISBN 978-5-7325-1191-8
- Создание церковной епископальной структуры на Руси в эпоху активного политогенеза конца Х — первой половины XI века // Вестник Удмуртского университета. Серия: история и филология. — 2022. — Т. 32, вып. 1. — С. 42-54. — DOI: 10.35634/2412-9534-2022-32-1-42-54
- Сколько получал благочинный в конце ХIХ — начале XX века? // Церковь. Богословие. История. — 2022. — № 3. — С. 357—362. — ISBN 978-5-604-69371-1
- Казни земные и небесные в Древней Руси: от богословского осмысления к практике // Quaestio Rossica. — 2022. — Т. 10, № 1. — С. 151—167. — DOI: 10.15826/qr.2022.1.664
- Взаимоотношения святого благоверного князя Александра Невского с латинским Западом глазами древнерусских агиографов // Сретенское слово. — 2022. — № 1. — С. 169—180. — DOI: 10.55398/27826066_2022_1_169
- Христианское понимание брака // Святые покровители семьи: от любви земной к любви небесной / Сост. Ж. К. Белик, С. В. Добровольский, А. В. Духанина, Р. А. Соколов, О. А. Сухова. — М.: Лето, 2022. — С. 16-41. — ISBN 978-5-94509-074-3 (в соавторстве с: Ткачев П. В.)
- Научная деятельность Санкт-Петербургской Духовной Академии: истоки, предварительные итоги, перспективы // Духовно-нравственное воспитание. — 2022. — № 3. — С. 27-38. (в соавторстве с: Петров А. В.)
- Использовался ли образ Богородицы в древнерусской антилатинской полемике? // Чудотворный Казанский образ Богородицы в судьбах России и мировой цивилизации: сборник материалов и статей участников международной научно-практической конференции; Казань, 19 июля 2021 г. / сост. А. А. Калина, Ю. В. Павлов. — Казань: Логос-Пресс, 2022. — С. 172—173.
- Византия после Византии? Форум // Studia Slavica et Balcanica Petropolitana. — 2022. — № 1 (31). Январь-Июнь. — С. 3-35. — DOI 10.21638/spbu19.2022.101 (соавторы: Буланин Д. М., Дмитриев М. В., Дзярнович О. И., Кореневский А. В., Кущ Т. В., Мартин Р., Полывянный Д. И., Шукуров Р. М.)
- Изъятие церковных ценностей в Советской России — шок или ожидание? Материалы круглого стола // Христианское чтение. — 2022. — № 4. — С. 37-47. — DOI 10.47132/1814-5574_2022_4_37 (соавторы: Кульпинов С., диак., Мазырин А., свящ., Митрофанов Г., прот., Петров А. В., Петров И. В.)
- «Социализм» священника Григория Петрова глазами Максима Горького // Тетради по консерватизму. — 2022. — № 4. — С. 292—300. — DOI: 10.24030/24092517-2022-0-4-292-300
- Направления научной деятельности Санкт-Петербургской Духовной Академии за последние 15 лет (2008—2022) // Церковь и время. 2022. Т. 100. С. 180—204. (в соавторстве с: Петров А. В.)
- Кенотипические черты в житии св. Александра Невского // Палеоросия. Древняя Русь: во времени, в личностях, в идеях. — 2022. — № 2 (18). — C. 136—147.
- К вопросу о формировании образа Михаила, первого митрополита Киевского // Палеоросия. Древняя Русь: во времени, в личностях, в идеях. — 2022. — № 4 (20). — С. 4-16.
- Социальное служение православных эстонцев Петербургской епархии в конце ХIХ — начале XX века // Актуальные вопросы церковной науки. — 2022. — № 2. — С. 80-87.
- К вопросу о причинах исчезновения дореволюционных братств после 1917 года // Томский богословский вестник. Теология, право, экономика. — 2022. — № 2 (2). — С. 18-23.
- Как появилась рака, в которой сейчас почивают мощи св. Александра Невского // Вестник исторического общества Санкт-Петербургской Духовной Академии. — 2022. — № 4 (12). — С. 9-14.
- Проблема осмысления социализма на страницах «Вестника Русского христианского студенческого движения» в 1920-е годы // Церковь. Богословие. История. — 2023. — № 4. — С. 300—308.
- Отношение Русской Православной Церкви к социализму в советскую эпоху (по материалам Журнала Московской Патриархии) // Христианское чтение. — 2023. — № 1. — С. 394—406.
- Эстонские церковно-приходские школы Петербургской епархии // Христианское чтение. — 2023. — № 2. — С. 270—282. — DOI 10.47132/1814-5574_2023_2_270
- Образование в Древней Руси // Теология образования в христианской парадигме / под общ. ред. Д. В. Шмонина. — СПб.: Изд-во СПбДА, 2023. — С. 158—171. — ISBN 978-5-604-88677-9
- Демоны и еретики в культуре переходной эпохи: историко-литературные и мировоззренческие контексты в исследовательской перспективе // Quaestio Rossica. — 2023. — Т. 11, № 2. — С. 633—656. — DOI 10.15826/qr.2023.2.810 (соавторы: Белякова Е., Журова Л., Пигин А., Соболева Л.)
- Русские святые и борьба с латинством в ХV-XVI веках: Византия или Балтика? // Studia Slavica et Balcanica Petropolitana. — 2023. — № 1 (33). Январь-Июнь. — С. 17-27. — DOI 10.21638/spbu19.2023.102
- Антилатинская проблематика в Житиях святых святителя Димитрия Ростовского в контексте древнерусской агиографической традиции (предварительные наблюдения) // Палеоросия. Древняя Русь: во времени, в личностях, в идеях. — 2023. — № 3 (23). — С. 118—124.
- «Во Христе нет ни эллина, ни иудея»: особенности национального вопроса в Православии в кон. ХIХ — первой трети ХХ в. // Труды Комиссии по канонизации святых Белорусской Православной Церкви. — Вып. 6 (2022—2023). — Жировичи: Изд-во Минской духовной семинарии, 2023. — С. 145—157. — ISBN 978-985-7028-41-2
- Антилатинская полемика Древней Руси и её место в древнерусской книжности (в контексте научных изысканий В. В. Милькова) // Палеоросия. Древняя Русь: во времени, в личностях, в идеях. — 2023. — № 4 (24). — С. 87-94.
- Автокефалия 1448 года и отношения Русской Церкви с Поместными Церквями // Церковный историк. — 2023. — № 4 (14). — С. 15-29. — DOI 10.31802/CH.2023.14.4.001
- Отчет о научной деятельности за 2019/2020 и 2020/2021 учебные годы Санкт-Петербургской Духовной Академии // Вестник исторического общества Санкт-Петербургской Духовной Академии. — 2023. — № 1 (13). — С. 104—126.
- Отчет о научной деятельности за второй семестр 2021/2022 учебного года и итоги за учебный год Санкт-Петербургской Духовной Академии Русской Православной Церкви // Вестник исторического общества Санкт-Петербургской Духовной Академии. — 2023. — № 3 (15). — С. 103—114.
- Обзор научного архива игумена Иннокентия (Павлова) // Церковь. Богословие. История. — 2024. — № 5. — С. 484—491.
- Православные эстонцы в Петербургской губернии: судьба диаспоры в автохтонном окружении // Quaestio Rossica. — 2024. — Т. 12, № 1. — С. 146—159. — DOI 10.15826/qr.2024.1.870
- Термины «белец» и «простец» в византийском и древнерусском церковном праве // Вестник Удмуртского университета. Серия: история и филология. — 2024. — Т. 34, № 3. — С. 604—610. — DOI: 10.35634/2412-9534-2024-34-3-604-610
- Образы святых Бориса и Глеба в парадигме идейно-философских исканий Г. П. Федотова и И. А. Ильина // Русско-Византийский вестник. — 2024. — № 3 (18). — С. 101—113. DOI 10.47132/2588-0276_2024_3_101 (в соавторстве с: Петров А. В.)
- Сакральные предметы в Канонических ответах митрополита Иоанна // Вестник Пензенской духовной семинарии. — 2024. — № 2. — С. 5-15.
- Последний настоятель Русско-эстонской церкви в Санкт-Петербурге протоиерей Александр Пакляр // Христианское чтение. — 2024. — № 4. — С. 320—328. — DOI 10.47132/1814-5574_2024_4_320 (в соавторстве с: Шкаровский М. В.)
- Материнство и детство по Каноническим ответам митрополита Иоанна // Палеоросия. Древняя Русь: во времени, в личностях, в идеях. — 2024. — № 3 (27). — С. 112—128. — DOI 10.47132/2618-9674_2024_3_112
- Бельцы и простецы. Социальные статусы в церкви Древней Руси // Вестник Санкт-Петербургского университета. Серия: история. — 2024. — Т. 69. № 4. — С. 880—893. — DOI 10.21638/spbu02.2024.403 (в соавторстве с: Гайденко П. И.)
- Святитель Мардарий (Ускокович) и И. С. Пальмов // Вестник Исторического общества Санкт-Петербургской Духовной Академии. — 2024. — № 3 (19). — С. 88-95. — DOI 10.47132/2587-8425_2024_3_88
- «Канонические ответы» митрополита Иоанна в отечественной церковной и светской науке // Церковь. Богословие. История. — 2025. — № 6. — С. 51-57.
- Православные эстонцы начала XX века — законоучители Петербургской епархии // Христианское чтение. — 2025. — № 1. — С. 275—287. — DOI 10.47132/1814-5574_2025_1_275
- Власть гражданская и власть церковная: симфония или конкуренция? ХI-ХIII вв. // Quaestio Rossica. — 2025. — Т. 13, № 1. — С. 353—364. — DOI 10.15826/qr.2025.1.970
- Приходская жизнь соборов в блокадном Ленинграде. Материалы круглого стола // Христианское чтение. — 2025. — № 2. — С. 340—350. — DOI 10.47132/1814-5574_2025_2_340 (соавторы: Шкаровский М. В., Ковалев Б. Н., Кудрик А. Л., Александрова-Чукова Л. К., Буров А. А., Карпук Д. А., Харчевников А. С.)
- Михаил Николаевич Мудьюгин — будущий архиепископ Михаил — в годы Великой Отечественной войны // У пещер, Богом зданных. — 2025. — № 1. — С. 31-41.

- Священник Константин Костромин. Об аспирантуре // spbda.ru, 05.09.2011
- Заведующий аспирантурой СПбДА иерей Константин Костромин: Хотя мы пока не признаны государством, планку держим не хуже светских вузов // patriarchia.ru, 31 июля 2013
- Протоиерей Константин Костромин. Воля и чудо // spbda.ru, 10.09.2015
- Протоиерей Константин Костромин: «Происходящее на Украине и в Эстонии является следствием событий столетней давности» // tatmitropolia.ru, 22.01.2018
- Академия выпускает новое периодическое издание. Интервью главного редактора журнала «Актуальные вопросы церковной науки» Санкт-Петербургской духовной академии // patriarchia.ru, 14 ноября 2018
- О Научном совете СПбДА. Интервью с проректором по научной работе протоиереем Константином Костроминым // Христианское чтение. — 2020. — № 2. — С. 248—251.
- «Видите, это очень простой путь…». Протоиерей Василий Стойков в воспоминаниях коллег и учеников / Составитель Д. В. Волужков. — СПб.: Издательство СПбДА, 2021. — С. 3, 8, 20, 24, 27, 29, 32, 61, 76. — ISBN 978-5-906627-77-3